# NGC 5290
NGC 5290 is een spiraalvormig sterrenstelsel in het sterrenbeeld Jachthonden. Het hemelobject werd op 18 maart 1787 ontdekt door de Duits-Britse astronoom William Herschel.

## Synoniemen
- UGC 8700
- MCG 7-28-61
- ZWG 218.43
- IRAS 13432+4157
- PGC 48767